# 小林重威
小林 重威（こばやし しげたけ、万延元年9月23日（1860年11月5日） – 1917年（大正6年）2月6日）は、日本の内務官僚。山口県下関市長。

## 経歴
信濃国佐久郡小諸（現在の長野県小諸市）出身。1890年（明治23年）、内務属となり、県治局市町村課長、大分県参事官、福岡県参事官・内務部第一課長、同事務官・第三部長、京都府事務官・第三部長、徳島県事務官・第二部長を歴任した。1908年（明治41年）、韓国政府の応聘により全羅南道書記官に就任。
韓国併合後は下関市長に転じた。退任後、大阪市助役・港湾部長を務めた。